# إدغار ماير
إدغار ماير (بالألمانية: Edgar Meyer ) (و. 1879 – 1960 م) هو فيزيائي، وأستاذ جامعي من ألمانيا . ولد في بون.
توفي في زيورخ ، عن عمر يناهز 81 عاماً.

## مناصب وهيئات
أدار جامعة توبنغن، وجامعة زيورخ، والجامعة التقنية الراينية الفستفالية.